# Gunnar Werner (officer)
För arkitekten med samma namn, se Gunnar Werner. För företagsledaren med samma namn, se Gunnar Werner (företagsledare).
Gunnar Werner, född 26 maj 1875 i Jakob och Johannes församling i Stockholm, död 22 juni 1942 i Abrahamsberg i Bromma församling i Stockholm, var en svensk officer.
Gunnar Werner var son till läkaren Anshelm Werner och Amanda Berg. Efter officersexamen 1895 blev han löjtnant 1900, kapten 1908 och major 1917. Han genomgick också Artilleri- och ingenjörhögskolans högre kurs 1900. Werner tjänstgjorde vid ridande artilleriet i Paris 1902, var adjutant vid IV. arméfördelningen 1904–1908 och regementskvartermästare 1908–1911. Som chef för Artilleristabens statistiska avdelning tjänstgjorde han 1911–1914. Vidare var han verksam i organisationen av den frivilliga landstormsrörelsen och var sekreterare i Sveriges landstormsföreningars centralförbund från dess stiftande 1912 fram till 1916. Han var redaktör för Artilleritidskrift 1921–1924.
Han var vice ordförande i Stockholms Schacksällskap 1923–1935 och satt som ordförande i Sveriges korresp. schackförbund från dess grundande 1938. Vidare var han en av stiftarna av Botkyrka-Salems Rödakorskrets och verkade som dess sekreterare och kassaförvaltare 1934–1937.
Gunnar Werner var gift första gången 1898–1930 med Sigrid Jegerhjelm, född 1875 i adelsätten Jegerhjelm, död 1952, dotter till överstelöjtnant Gust. Jegerhjelm och Ingeborg Nordwall. Andra gången gifte han sig 1931 med Greta Ideström, född 1901, död 1986, dotter till skräddarmästaren Joh. A. Gustafsson och Anna Ring. Han blev morfar till Barbro Westerholm.
Gunnar Werner är begravd på Norra begravningsplatsen utanför Stockholm.